# Badia d'Amundsen
|  | No s'ha de confondre amb golf d'Amundsen. |

La badia d'Amundsen, també anomenada Ice Bay, és una badia situada a l'Antàrtida. Fa uns 39 quilòmetres d'amplada i es troba a l'oest de les Muntanyes Tula, a la Terra d'Enderby. Sir Douglas Mawson fou el primer que la va veure el 14 de gener de 1930. Fou visitada pel capità Hjalmar Riiser-Larsen, en un vol d'avió el 15 de gener, i posteriorment fou cartografiada pels noruecs. La badia fou cartografiada amb detall per les Australian National Antarctic Research Expeditions el 1956 i 1958. Va ser nomenada per Mawson en record a Roald Amundsen, primer home erribar al pol Sud.